# آنتونیو پدررو
آنتونیو پدررو (اسپانیایی: Antonio Pedrero‎؛ زادهٔ ۲۳ اکتبر ۱۹۹۱) دوچرخه‌سوار اهل اسپانیا است.
از باشگاه‌هایی که در آن رکاب زده‌است می‌توان به تیم موویستار اشاره کرد.